# Полія видовжена
Полія видовжена (Pohlia elongata) — вид мохів порядку головмохальних (Bryales).

## Поширення
Батьківщиною є Європа, Африка, Північна Америка, Південна Америка, Азія, Нова Зеландія.
Населяє береги багатих гумусом ґрунтів, уздовж струмків і шляхів, основи дерев; від помірних до високих висот.

## Характеристика
Рослини дрібні, зелені, тьмяні. Стебла 0.5–2.5 см. Листки від прямих до ± розлогих, від ланцетних до яйцювато-ланцетних, 2 мм; краї майже суцільні або частіше зубчасті до зубчастих у дистальній 1/3. Спеціалізоване нестатеве розмноження відсутнє. Коробочкові ніжки від оранжевих до оранжево-коричневих. Коробочка нахилена під кутом 10–90°, солом'яного, помаранчевого чи оранжево-коричневого забарвлення, від коротко- до довго-грушоподібної. Спори 16–23 мкм, чітко шорсткі.